# Frans Van Doeselaer

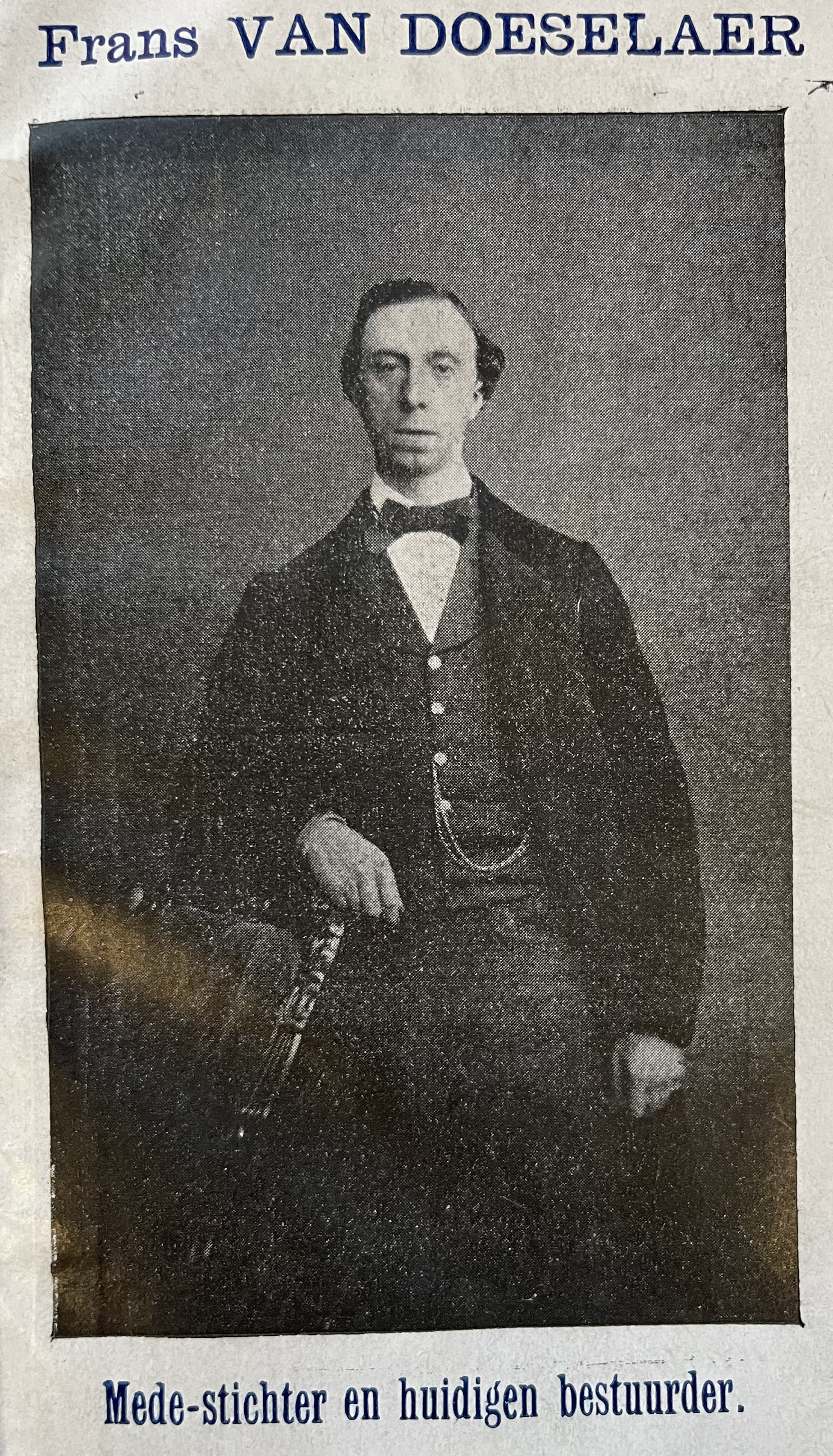
Een jongere Frans van Doeselaer (in van Doeselaer, Frans, Oorsprong van het nationaal tooneel : een overzicht zijner werkzaamheden gedurende de 50 eerste jaren, Antwerpen: Janssens, 1903.).

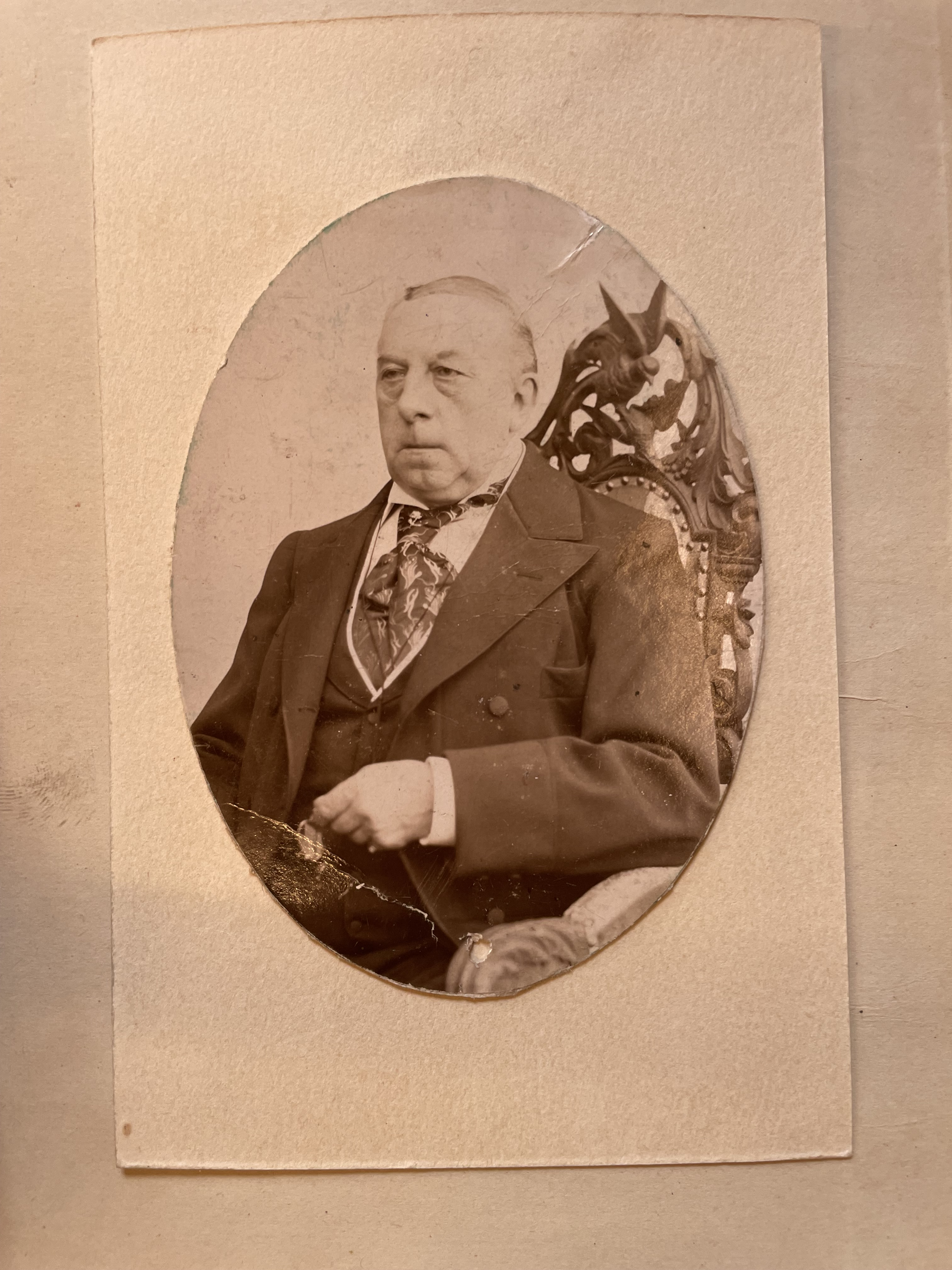
Frans van Doeselaer rond 1909 (in: van Doeselaer, Frans, Herinneringen en wederwaardigheden van een gewezen tooneelbestuurder, Antwerpen, 1909.).

Frans Van Doeselaer (1827-1914) was een Belgische toneelacteur en directeur in Antwerpen in de 19de eeuw.
Hij werd na de lagere school opgeleid tot behanger. In 1847 ging hij uit liefhebberij toneelspelen bij maatschappij Rhetorika. Vandaar werd hij beroepsacteur. 
In 1853 was hij medeoprichter van het Nationaal Toneel dat de           Koninklijke Nederlandse Schouwburg bespeelde en waarvan hij van 1860 tot 1862 naast hoofdrolspeler ook directeur was. In deze periode waren er veel optredens van het Nationaal Toneel in de "Zaal der Sodaliteit". Vervolgens was hij afwisselend bestuurder en speler in Brussel, Gent, Rotterdam en Antwerpen. In 1882 werd hij bestuurder van de Koninklijke Nederlandsche Schouwburg (K.N.S.) in Antwerpen en zijn gezelschap.
Na een conflict met de K.N.S. trok Frans Van Doeselaer in 1907 met een deel van gezelschap van het K.N.S. in het in 1903 geopende Hippodroom (eveneens in Antwerpen). Het waren met name de sterspelers, waaronder Willem Lemmens (1851-1910) en Piet en Willem Janssens, die met Van Doeselaer meegingen.
Hier vierde Van Doeselaer op 22 januari 1908 zijn uitgestelde 25-jarig jubileum als directeur.

## Publicaties
- Vijf jaren gewacht!, blijspel met zang in éen bedrijf, Gent 1858
- Orpheus, keur van tooneelliederen en humoristische scènes, Rotterdam 1864
- De Komiek, verzameling van liederen, luimige voordrachten, enz., Antwerpen 1876
- Oorsprong van het nationaal tooneel: een overzicht zijner werkzaamheden gedurende de 50 eerste jaren, Antwerpen 1903

Verschillende hiervan zijn raadpleegbaar in de Erfgoedbibliotheek van Antwerpen.
- Digitale Bibliotheek voor de Nederlandse Letteren: does008
- Virtual International Authority File: 288600517